# Альфатрон
Альфатрон — радіоактивний іонізаційний вакуумметр — це прилад для визначення тиску розрідженого газу. Принцип його роботи полягає в вимірюванні електропровідності досліджуваного газу, пропорційної тискові, що отримується іонізуючим а-випромінюванням радіоактивного ізотопу хімічного елемента (наприклад 210 Ро) нанесеного на катод. Альфатрон часто використовують в системах автоматичного контролю тиску газу.